# Ołeksandr Ałfiorow
Ołeksandr Ałfiorow (ukr. Олександр Анатолійович Алфьоров; ur. 1983) – ukraiński historyk, dziennikarz i działacz społeczny, żołnierz. Od 2025 prezes Ukraińskiego Instytutu Pamięci Narodowej.

## Życiorys
Doktorat pisał o Kozakach. Na falach Ukraińskiego Radia Kultura prowadził program „Freski historyczne”. Od 2012 pracownik naukowy Ukraińskiej Akademii Nauk. Jest autorem, współautorem oraz redaktorem 15 książek oraz ponad 100 artykułów naukowych.
Był rzecznikiem Andrija Biłeckiego, deputowanego do Rady Najwyższej Ukrainy oraz |Brygady „Azow”. W kwietniu 2022 zaciągnął się do wojska. 27 czerwca 2025 został powołany przez Rząd Ukrainy na prezesa UIPN.

## Kontrowersje
W jednym z wywiadów o Banderze mówił, że był „postacią niejednoznaczną”, „jednym z liderów ruchu narodowowyzwoleńczego połowy XX w.”. Pozytywniej wypowiadał się o Szuchewyczu, przecząc jego udziałowi w Holocauście. Bronił UPA, OUN oraz SS-Galizien (przypisywanie SS zbrodniczego charakteru uważa za „sowiecki mit”).